# 340929 Bourgelat
340929 Bourgelat è un asteroide della fascia principale. Scoperto nel 2007, presenta un'orbita caratterizzata da un semiasse maggiore pari a 2,2335439 au e da un'eccentricità di 0,1845913, inclinata di 2,21859° rispetto all'eclittica.